# معصومه المبارک
معصومه المبارک (انگلیسی: Massouma al-Mubarak؛ زادهٔ ۱۹۴۷) سیاستمدار، نماینده مجلس و استاد دانشگاه اهل کویت است. وی اولین وزیر زن دولت کویت است که در ۲۰ ژوئن ۲۰۰۵ سوگند یاد کرد. او در ایالات متحده تحصیل کرده و استاد علوم سیاسی است.

## زندگی
وی در سال ۱۹۷۱ برای تحصیلات به ایالات متحده آمریکا رفت. در سال ۱۹۷۶ مدرک کارشناسی ارشد خود را از دانشگاه شمال تگزاس دریافت کرد و سپس از دانشگاه دنور مدرک دکترا را اخذ کرد. او از سال ۱۹۸۲، در دانشگاه کویت به تدریس علوم سیاسی مشغول شد.
المبارک در زمینه حقوق زنان فعال بوده و همچنین ستونی روزانه برای روزنامه الانبا می‌نویسد. در سال ۲۰۰۲، او امضاهایی را برای طوماری در مخالفت با جداسازی جنسیتی یا لغو آموزش مختلط در کویت جمع‌آوری کرد.
در ژوئن ۲۰۰۵، او به عنوان وزیر برنامه‌ریزی و وزیر مشاور در امور توسعه اداری در کابینه به رهبری نخست‌وزیر صباح احمد جابر الصباح منصوب شد. او که شیعه مذهب است، پس از استعفای وزیر سابق ارتباطات، محمد عبدالله ابوالحسن، در ۳ ژانویه ۲۰۰۵، نماینده این اقلیت مذهبی در دولت شد. در ۲۵ آگوست ۲۰۰۷، او پس از آتش‌سوزی در بیمارستانی در جهرا که منجر به کشته شدن دو بیمار شد، از وزارت استعفا داد. نمایندگان مجلس دولت را مسئول آتش‌سوزی دانسته و خواستار انتصاب وزیری از بخش بهداشت شده بودند.
در انتخابات مجلس کویت در سال ۲۰۰۹، او و به‌همراه سه زن دیگر (سلوی الجسار، اسیل العوضی و رولا دشتی) به مجلس راه پیدا کردند تا اولین زنانی باشند که وارد پارلمان کویت می‌شوند. این مجلس در ۷ دسامبر ۲۰۱۱ توسط صباح احمد جابر الصباح منحل شد. در انتخابات زودهنگام مجلس در دسامبر ۲۰۱۲ المبارک در حوزه انتخابیه اول، ۳۱۹۷ رأی (۷٫۵٪) را به دست آورد و انتخاب شد اما این مجلس هم در ۱۶ ژوئن ۲۰۱۳ توسط دادگاه قانون اساسی منحل اعلام شد. وی در انتخابات ۲۷ ژوئیه ۲۰۱۳ با کسب ۳۲۰۹ رای مجدداً به مجلس راه یافت اما این دوره از مجلس هم در ۱۶ اکتبر ۲۰۱۶، توسط امیر صباح احمد جابر الصباح منحل شد.